# Coal Grove
Coal Grove è un villaggio degli Stati Uniti d'America, situato nello stato dell'Ohio, nella contea di Lawrence.